# نقل التعلم
نقل التعلم هو اعتماد السلوك البشري أو التعلم أو الأداء على الخبرة السابقة. تم تقديم هذا المفهوم في الأصل كنقل للممارسة من قِبل إدوارد ثورندايك وروبرت س. وودوورث.  لقد استكشفوا كيف سينقل الأفراد التعلم في سياق ما إلى سياق آخر، أو سياق مشابه - أو كيف يمكن أن يؤثر «التحسن في وظيفة ذهنية» على أخرى ذات صلة. وتعني نظريتهما ضمنًا أن نقل التعلم يعتمد على مدى تشابه مهمة التعلم ومهام النقل، أو عندما تكون «عناصر متطابقة مَعنِية بوظيفة التأثير والتأثر»، والتي تُعرف الآن باسم نظرية العنصر المتطابق.
اليوم، يوصف نقل التعلم عادةً بأنه العملية والمدى الفعال الذي تؤثر به التجارب السابقة (المشار إليها أيضًا باسم مصدر النقل) على التعلم والأداء في موقف جديد (هدف النقل).). ومع ذلك، لا يزال هناك جدل حول كيفية وضع تصور لنقل التعلم وشرحه، وما هو مدى انتشاره، وما هي علاقته بالتعلم بشكل عام، وما إذا كان موجودا ًعلى الإطلاق. هناك مجموعة واسعة من وجهات النظر والأطر النظرية الواضحة في الأدب، والتي يمكن تصنيفها على النحو التالي:
- نهج تصنيفي يصنف النقل إلى أنواع مختلفة؛
- نهج قائم على مجال التطبيق ويركز على التطورات والمساهمات في مختلف التخصصات؛
- فحص الوظائف النفسية أو استدعاء نماذج نقل الكليات؛ و
- تقييم قائم على المفهوم، والذي يكشف عن المقارنة والتناقض بين التقاليد النظرية والتجريبية.
- يتضمن نقل المعرفة تطبيق المعرفة المكتسبة مسبقًا أثناء إكمال المهام أو حل المشكلات.

## المجالات التقليدية لبحوث النقل

### نظريات التعلمونقل التعلم
الغرض من هذا المقتطف هو دعم عملية النقل في المواد التعليمية الجاهزة وبالنسبة للمستخدمين الآخرين لكي يمكنهم إدراج أفكارهم أيضًا. نأمل أن تساعد هذه المقالة في مرحلة التخطيط، والتدريس، وخطط الدروس اليومية عند التفكير في أهمية النقل التعليمي في المستقبل.عندما أفكر في نظريات التعلم أفكر في النقل التعليمي. النقل التعليمي مهم والباحثون والمعلمون وما شابههم بحاجة إلى معرفة كيفية التدريس من أجل النقل. نادرًا ما يتم تحديد فكرة النقل. ومع ذلك، تعد هذه أحد أهم الأهداف التي نستطيع أن نعلمها لطلابنا. الهدف النهائي هو أن يكون الطلاب قادرين على تطبيق معارفهم ومهاراتهم داخل الفصل الدراسي وخارجه، خاصةً في الحالات الجديدة.عملية نقل المعرفة تمضي إلى ما هو أبعد من مجرد تكرار المواد المحفوظة ولكن القدرة على أخذ المعرفة والخبرات القديمة وتطبيق هذه المعرفة القديمة على مفهوم جديد والقدرة على استخدام كل من المعرفة الجديدة والقديمة لحل مشكلة ما لم تواجهها من قبل. هذا النمط من التفكير حول عملية التعلم والنقل يتمشى مع نظرية الجشطالت في التعلم.
لفهم فكرة النقل التعليمي للتعلم، فإنها تتضمن نقل معرفة ومهارات شخص ما من وضع حل مشكلة ما إلى أخرى. نقل التعلم شائع جدًا في حياتنا اليومية، حتى أننا قد لا ندرك أننا نطبق فكرة النقل هذه على ممارساتنا اليومية. فنحن نفعل هذا دون تفكير واعي. ويمكن اعتبار النقل إيجابيًا أو سلبيًا.يحدث النقل على مستوى اللاوعي إذا حقق المرء التلقائية لما سيتم نقله، وإذا نقل المرء هذا التعلم إلى مشكلة تشبه إلى حد بعيد الوضع الأصلي بحيث تتم معالجة الاختلافات على مستوى اللاوعي، ربما بمساعدة القليل من التفكير الواعي (بيركنز، ديفيد ن. وسالومون، جافريل (2 سبتمبر 1992). لسوء الحظ، فإن الباحثين غير قادرين على وضع نظرية عامة لفكرة النقل التعليمي للتعلم. مما سيسمح للطلاب بالتحسن في تطبيق وإتقان فكرة النقل في بيئة تعليمية.
على الرغم من عدم وجود نهج تعليمي ثابت في نقل التعلم، إلا أن هناك نهج من خمس خطوات يستخدم في التعلم الحركي وتعلم بعض المهارات الحركية. يتبع الفرد خطوات 1) الاستعداد، 2) التصوير، 3) التركيز، 4) التنفيذ، 5) التقييم. يمكن استخدام هذه الخطوات الخمس البسيطة قبل إجراء مهارة حركية معينة (عادةً في بيئة رياضية)، أثناء أداء المهارة وبعد أداء المهارة. تُمكّن الخطوات الخمس الفرد من نقل معرفته للمهمة التي تم تعلمها بالفعل بسلاسة وتطبيقها على مهارة جديدة.هذه الخطوات الخمس، رغم أنها صارمة، تمكن الفرد من إضفاء الطابع الشخصي على النهج المستخدم في المهارة من خلال تنظيم أفكارهم وحركاتهم ونتائج حركتهم قبل تنفيذ الإجراء. هذه الخطوات الخمس أيضًا تعزز عملية نقل تعلم شخص ما لنمط حركي معين إلى نمط حركي آخر مختلف. وعلى نحو سلبي، يمكن أيضا نقل هذه الخطوات الخمس الصارمة إلى تنظيم وتخطيط أية مهارة حركية، والذي يعتبر نقل للمعرفة في حد ذاته.
النقل القريب والبعيد للتعلم: يشير النقل القريب إلى النقل بين السياقات المتشابهة جدًا، في حين أن النقل البعيد يشير إلى النقل بين السياقات، التي تبدو، في مظهرها، بعيدة وغريبة عن بعضها البعض. القريب والبعيد هي مفاهيم بديهية تقاوم التدوين الدقيق. وهي مفيدة في توصيف بعض جوانب النقل على نطاق واسع ولكنها لا تعني أي مقياس محدد بدقة بعملية التقارب. (بيركنز آند سولومان، 1992). هذا النهج غير فعال في مساعدة المعلمين أو ما شابه ذلك ممن يقومون بالتدريس.وفي وقت من الأوقات، كان من الشائع الحديث عن نقل التعلم من حيث النقل القريب والبعيد. تشير نظرية النقل «القريب والبعيد» إلى أن بعض المشكلات والمهام متشابهة تقريبًا لدرجة أن نقل التعلم يحدث بسهولة وبشكل طبيعي. وتتم دراسة مشكلة أو مهمة معينة وتمارس على مستوى عال من التلقائية. فلذلك عند مواجهة مشكلة أو مهمة متشابهة تقريبًا، يتم حلها تلقائيًا بقليل من أو بدون تفكير واعي. وهذا ما يسمى بالنقل القريب. الهدف الرئيسي في تعلم القراءة هو تطوير مستوى عالٍ من فك التشفير التلقائي. بعد ذلك، يمكن لعقلك الواعي الانتباه إلى معنى ومضمون المادة التي تقرأها. وجزء كبير من الأطفال قادرون على تحقيق ذلك بنهاية الصف الثالث (Uoregon.edu)